# Jean-Baptiste Boone
Jean-Baptiste Boone (Poperinge, 30 oktober 1794 - Brussel, 2 februari 1871) was een Belgisch jezuïet, geestelijk leider en kanselredenaar.

## Levensloop
Boone werd geboren in een kroostrijk gezin en deed behoorlijke studies aan het college van zijn geboortestad. Hij trad in 1813 binnen in het seminarie van het bisdom Gent en werd een van de zestig seminaristen die, vanwege hun weerspannigheid tegenover de aangestelde Fransgezinde bisschop, naar Wezel in Duitsland werden verbannen.
Na de val van Napoleon trad Boone in 1815 toe tot de heropgerichte Sociëteit van Jezus. Hij begon aan het noviciaat, gevestigd in het kasteel van Destelbergen. 
Aangezien de jezuïeten in het Verenigd Koninkrijk der Nederlanden niet welkom waren, vertrok Boone in ballingschap en zette zijn vorming verder in Brigue, Zwitserland. In 1820 werd hij er tot priester gewijd en in 1822 keerde hij naar België terug.
Vanaf 1831, na de oprichting van het Belgisch koninkrijk, werd de vrijheid van de kloosterorden groter en de jezuïeten stichtten in 1835 het Sint-Michielscollege in Brussel, gevolgd door verschillende andere colleges doorheen België. Boone werd de eerste rector van het Brusselse college en ook nog van het Sint-Jozefscollege in Aalst. 
Hij verwierf vooral bekendheid als kanselredenaar. Zijn briljante maar sobere redenaarskunst trok talrijke toehoorders aan, zowel in Brussel als elders. Om zijn hierdoor verkregen invloed in actie om te zetten stichtte hij genootschappen:
- De Société Saint-Vincent de Paul (1842).
- De Confrérie voor de Eeuwigdurende Aanbidding (1846), met de nadrukkelijke steun van kardinaal Sterckx.
- Het werk van de parochiale 'patronages' voor de ontspanning van de jongeren uit de arbeidsklasse.

Op religieus vlak was Boone, naast zijn predicaties, actief door het publiceren van een vijftigtal boeken en brochures gewijd aan geestelijke verdieping en devotie.
Hij ontwikkelde een nauwe vertrouwensband met de kardinaal-aartsbisschoppen van Mechelen Engelbert Sterckx en Victor Augustus Dechamps. Hij oefende ook heel wat invloed uit bij andere bisschoppen en bij kloostergemeenschappen doorheen het land. Een voorbeeld hiervan was zijn invloed op Marie-Dominique Berlamont, de abdis van de arme klaren in Brugge. Hij stond haar bij ter gelegenheid van de talrijke nieuwe kloosters die ze oprichtte. Hij werd ook geïntroduceerd aan het hof en had regelmatige contacten met de koningen Leopold I en Leopold II.

## Publicaties
- De prosecutione operis Bollandiani quod Acta Sanctorum inscribitur, Namen, 1838.
- Vade mecum ad exercitia spiritualia..., Brussel, 1842.
- Manuel de l'apologiste..., Brussel, 1850.
- Opuscules (2 vol.), Doornik, 1852.
- Tableau d'une vraie religieuse..., Brussel, Librairie de Wageneer, 1853.
- Manuel de l'adoration perpétuelle et de l'oeuvre des églises pauvres, 1854.